# Resolute Bay

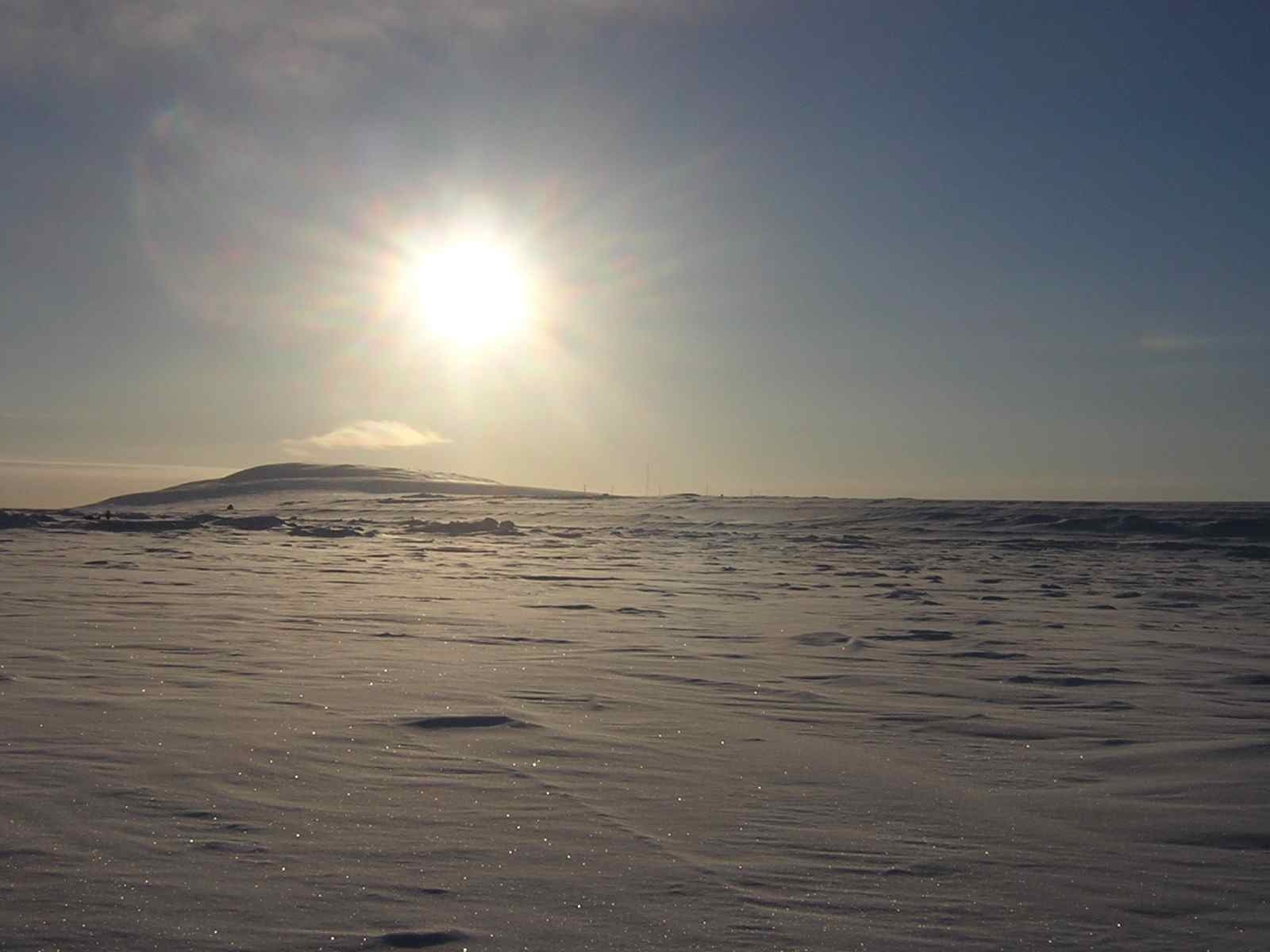
Resolute Bay

Resolute Bay é um braço do Canal Perry na Região de Qikiqtaaluk, Nunavut, Canadá. Essa baía está localizada na parte sul da Ilha de Cornwallis. A vila de Resolute está localizada na parte norte da baía.
O nome inuit para Resolute Bay é "Qausuittuq".